# Эдлинг, Рольф
Рольф Эрик Сёрен Эдлинг (швед. Rolf Erik Sören Edling, род. 30 ноября 1943, Мумбаи) — шведский фехтовальщик, олимпийский чемпион (1976).

## Биография
Рольф Эдлинг родился 30 ноября 1943 года в Мумбаи, Индия. Первые шесть лет он провёл в Индии, а затем отправился в Швецию для обучения в школе-интернате. Во время учёбы в Лунде он начал заниматься фехтованием.
Эдлинг стал чемпионом Швеции по фехтованию в 1969, 1975, 1976 и 1977 годах. Он стал чемпионом мира по фехтованию в 1973 и 1974 годах, взял серебро в 1977 году и бронзу в 1971 году.
Эдлинг четыре раза участвовал в Олимпийских играх — 1968, 1972, 1976 и 1980 годах и выиграл золото в командном фехтовании в Монреале в 1976 году. За победу на чемпионате мира в Гетеборге в 1973 году Эдлинг получил золотую медаль.
Эдлинг также является дантистом и имеет собственную клинику в Лунде.